# 演技
演技，是表演者在舞台上或摄影機前，借由动作、姿势和声调来扮演某一角色的艺术。它可以指以下内容：
- 戏剧表演流派：
  - 方法演技又稱方法派演技、史坦尼斯拉夫斯基派演技，由俄国史坦尼斯拉夫斯基提出。
  - 布萊希特派演技，由德國貝爾托·布萊希特提出，強調間離效果和陌生化方法。

- 在日本，芝居（芝居）藝術是戲劇藝術的起源，後來也用來代指演技。

另外請參考：
- 表演
- 表演藝術
- 戲劇